# Juan Carlos Leaño
Juan Carlos "Cheto" Leaño del Castillo (ur. 22 listopada 1977 w Guadalajarze) – meksykański piłkarz występujący najczęściej na pozycji środkowego obrońcy.

## Kariera klubowa
Leaño pochodzi z miasta Guadalajara i jest wychowankiem tamtejszego zespołu Tecos UAG, którego prezesem i zarazem rektorem Universidad Autónoma de Guadalajara jest jego ojciec – Antonio Leaño. W meksykańskiej Primera División zadebiutował 4 września 1998 w wygranym 4:1 spotkaniu z Pueblą. Miejsce w wyjściowej jedenastce wywalczył sobie jednak dopiero kilka lat później i został mianowany kapitanem zespołu, przez całą karierę występując z numerem 27 na koszulce. Premierowego gola w pierwszej lidze strzelił 16 listopada 2003 w zremisowanej 2:2 konfrontacji z Pumas UNAM. Mimo ciągłej gry w najwyższej klasie rozgrywkowej ekipa Tecos nie odnosiła większych sukcesów zarówno na arenie krajowej, jak i międzynarodowej, znacznie częściej broniąc się przed spadkiem. W jedynym większym osiągnięciu – wicemistrzostwie Meksyku w sezonie Clausura 2005 – Leaño nie brał udziału, ani razu nie wybiegając na ligowe boiska podczas tych rozgrywek. W 2010 roku zajął z Tecos drugie miejsce w rozgrywkach InterLigi, dzięki czemu mógł wziąć udział w turnieju Copa Libertadores – tam odpadł jednak ze swojm zespołem już w rundzie wstępnej, nie kwalifikując się do fazy grupowej. Karierę piłkarską zakończył w wieku 34 lat po spadku Tecos do drugiej ligi, zostając członkiem zarządu klubu.